# Karin Tietze-Ludwig
Karin Tietze-Ludwig (née le 31 mai 1941 à Siegen) est une animatrice de télévision allemande.

## Biographie
Elle grandit à Biedenkopf puis travaille comme secrétaire bilingue dans le service des relations publiques d'une compagnie aérienne américaine, car son père refuse qu'elle soit hôtesse de l'air. Elle prend également des cours de comédie et de chant à Francfort-sur-le-Main. En 1964, elle devient speakerine pour la HDR. Elle apparaît régulièrement en succession à Hilde Nocker. Elle rencontre le journaliste Hans-Jürgen Tietze, qu'elle épouse en 1966. De 1967 à 1971, elle présente avec Karin Dinslage le tirage du loto. Elle le présente jusqu'au 17 janvier 1998, ce qui lui vaut le surnom de "Lottofee". Elle est remplacée par Franziska Reichenbacher.
En 1972 et 1975, elle présente le vote de l'Allemagne pour le Concours Eurovision de la chanson en compagnie, en 1972, de Renate Bauer, sa collègue de SFB.

## Source de la traduction
- (de) Cet article est partiellement ou en totalité issu de l’article de Wikipédia en allemand intitulé « Karin Tietze-Ludwig » (voir la liste des auteurs).